# دهستان رومیانی

## جمعیت
براساس سرشماری مرکز آمار ایران در سال ۱۳۹۵، جمعیت دهستان رومیانی ۸۹۹۲ نفر (در ۲۳۹۶ خانوار) بوده‌است.